# Dandambara
Dandambara, parfois appelé Danèmbana, est une commune rurale située dans le département de Koumbri de la province du Yatenga dans la région Nord au Burkina Faso.

## Géographie
Situé dans le nord du département dans la zone sahélienne, Dandambara se trouve à environ 20 km au nord-est du centre de Koumbri, le chef-lieu départemental.

## Santé et éducation
Dandambara accueille un centre de santé et de promotion sociale (CSPS), qui fut anciennement un dispensaire isolé, tandis que le centre hospitalier régional (CHR) se trouve à Ouahigouya.
Le village possède une école primaire actuellement fermée.